# Aogeba Tōtoshi ~From Sakura Gakuin 2014~
Singles de Sakura Gakuin
Heart no Hoshi
(22 octobre 2014)
Aogeba Tōtoshi ~From Sakura Gakuin 2014~ (仰げば尊し ～From さくら学院 2014～) est le deuxième DVD single du groupe japonais Sakura Gakuin sorti en mars 2015.

## Détails du single
Le single, sort le 4 mars 2014 sous format DVD en deux éditions notées A et B.
Il est le deuxième single du groupe à sortir seulement en format DVD, après le single intitulée Heart no Hoshi sorti en octobre 2014. Il atteint la 4e place du classement hebdomadaire des ventes de DVD de l'Oricon et s'y maintient pendant 3 semaines.
La chanson principale Aogeba Tōtoshi ~From Sakura Gakuin 2014~, sort d'abord sous format numérique le 15 octobre. Elle figurera le même mois sur le 5e album du groupe Sakura Gakuin 2014-nendo ~Kimi ni Todoke~, en tant que deuxième single extrait de l'album après Heart no Hoshi.
Le DVD inclut le clip vidéo et soit le déroulement de son tournage, soit la suite du tournage (selon l’édition).
Il s'agit également de la toute dernière apparition des membres aînés Yui Mizuno et Moa Kikuchi (les membres restés les plus fidèles au groupe ; soit un record de longétivité de cinq ans), ainsi que Hana Taguchi et Yunano Notsu qui quittent toutes les quatre le groupe à la fin du mois de mars et quelques jours avant la sortie du DVD ainsi que du cinquième album.

## Clip vidéo
Le clip commence avec les 4 membres principales (Yui, Moa, Hana et Yunano) sur le point de commencer à interpréter Aogeba Tōtoshi, (un chant traditionnel chanté lors d’une cérémonie de remise des diplômes) et les autres membres du groupe jouant dans la cour de récréation, quand tout à coup, un vaisseau spatial s’écrase sur la cour de leur établissement scolaire. Un extraterrestre, rappelant beaucoup un des Ewoks dans le Retour du Jedi (Star Wars), sort de son engin spatial, expliquant qu’il est venu visiter l’espace parce qu’il aime tellement le Japon. Les filles font l’enseignement à leur nouvel ami sur tous les aspects de la culture japonaise pendant plusieurs jours jusqu’à ce qu’un robot géant se présente lors de la cérémonie de remise des diplômes...
Les musiciens de hard rock des KENKEN (RIZE) font également une apparition comme un groupe holographique.

## Formation
| 2e génération - Yui Mizuno : dernier single - Moa Kikuchi (Leader) : dernier single 3e génération - Rinon Isono - Hana Taguchi : dernier single 4e génération - Saki Ōga - Yunano Notsu : dernier single | 5e génération - Saki Shirai - Aiko Yamaide 6e génération - Sara Kurashima - Megumi Okada |

## Listes des titres
| 1. | Aogeba Tōtoshi ~From Sakura Gakuin 2014~ (Music Video)                                  |  |
| 2. | Aogeba Tōtoshi ~From Sakura Gakuin 2014~ (Aogeba Tōtoshi The Song + Music Video Making) |  |

| 1. | Aogeba Tōtoshi ~From Sakura Gakuin 2014~ (Music Video)          |  |
| 2. | Aogeba Tōtoshi ~From Sakura Gakuin 2014~ (Music Video Making ②) |  |